# 水野仁輔
水野 仁輔（みずの じんすけ、1974年 - ）は、料理研究家、ライター、飲食店アドバイザー。カレーのレシピ集やカレー店ガイドなどを多数著す。出張料理ユニット「東京カリ〜番長」では調理主任をつとめていた。影響力の強いカレー伝道師のひとりである。

## 経歴
1974年、静岡県浜松市に生まれる。静岡県立浜松北高等学校を経て、1998年に明治大学商学部を卒業。明治大学進学をきっかけに上京し、明大前に11年間住む。大学時代は写真に熱中していた。
上京したのちも、それまで好きだった浜松市の「ボンベイ」（カレー店「デリー」の流れをくむ店）の味が忘れられず、似た味のカレー店はないかと食べ歩いた。これがカレーに詳しくなるきっかけになったという。インド料理店でのアルバイトも経験した。
その後、広告代理店のアサツーディ・ケイ（現ADKホールディングス）に入社。社会人1年生の1999年、知り合いを30人ほど集めて公園でカレーを食べるというイベントを行い、成功をおさめた。これに味をしめ、その後毎月、東京23区を転々とするカレーイベントを行った。これが東京カリ〜番長結成につながった。オリジナルメンバー4人が揃ったのはイベントを始めてから1年半後である。おなじく2年後に東京23区制覇を達成。グループはメンバーを増やしつつ（現在7人）、全国47都道府県制覇をめざして活動を継続している。
2007年3月、東京タワー内に開店した「東京カレーラボ」にブレーンとして参加。
2016年10月、ほぼ日刊イトイ新聞と共に「カレーの学校」を開校。

## 著書
- 『俺カレー』　アスペクト、2001年6月　ISBN 978-4757208520
- 『東京カリ〜番長の神様カレーguide150』　文藝春秋、2002年7月　ISBN 4163587209
- 『さぬきうどん偏愛(マニアックス)』（小学館文庫、共著）　小学館、2002年12月　ISBN 978-4094177220
- 『東京カリ〜番長のザ★カレー』  ブルース・インターアクションズ、2004年3月　ISBN 4860200918
- 『東京カレーバイブル』 ブルース・インターアクションズ、2004年12月　ISBN 4860201159
- 『いっしょに作るカレー　ふたり暮らしのレシピ』（SSCムック—レタスクラブ）　角川SSコミュニケーションズ、2005年7月　ISBN 4827541949
- 『スープカレーキッチン』（マーブルブックス—デイリー・メイドシリーズ）  マーブルトロン、2006年1月　ISBN 4123901158
- 『水野仁輔のザ★カレー』　ブルース・インターアクションズ、2006年3月　ISBN 4860201728
- 『レトルトカレー・図鑑』　ブルース・インターアクションズ、2006年4月　ISBN 486020171X
- 『カレーの法則　スパイスマジックでつくる』　日本放送出版協会、2006年7月　ISBN 4140332395
- 『東京カリ〜番長がつくるご当地カレー　47都道府県コレクション』（タツミムック） 　辰巳出版、2006年7月　ISBN 4777802876
- 『喝采! 家カレー　いつものルウだけで。うまさ新境地。』　主婦と生活社、2007年6月　ISBN 4391133520
- 『水野仁輔の本当は教えたくないカレー　東京最好の100店』　ブルース・インターアクションズ、2007年7月　ISBN 4860202406
- 『東京ランチレボリューション』（共著）　東京書籍、2007年11月　ISBN 4487802067
- 『カレーライスの謎—なぜ日本中の食卓が虜になったのか』（角川SSC新書 40）　角川SSコミュニケーションズ、2008年5月　ISBN 978-4827550405
- 『感動! 炒カレー　いつものルウだけで。未体験のうまさ。』　主婦と生活社、2008年6月　ISBN 978-4391135152
- 『初心者的 カレーの鉄則』　日本放送出版協会、2008年6月　ISBN 978-4140332566
- 『カレーになりたい！』　理論社、2008年6月　ISBN 978-4-652-07835-8
- 『知識ゼロからのカレー入門』　幻冬舎、2009年6月　ISBN 978-4344901605
- 『3スパイス&3ステップで作る はじめてのスパイスカレー』　パイインターナショナル、2012年5月　ISBN 978-4756242372
- 『水野仁輔の本当は教えたくないカレー東京最好の100店 RETURNS』　スペースシャワーネットワーク、2012年7月　ISBN 978-4906700394
- 『水野仁輔 カレーの教科書』　NHK出版、2013年5月　ISBN 978-4140332801
- 『水野仁輔 カレーの奥義 - プロ10人があかすテクニック』　NHK出版、2016年5月　ISBN 978-4140332955
- 『スパイスカレー事典』　パイインターナショナル、2016年5月　ISBN 978-4756247797